# Anna Włodarczyk
Anna Włodarczyk (Anna Bożena Włodarczyk; * 24. März 1951 in Zielona Góra) ist eine ehemalige polnische Weitspringerin.
Bei den Halleneuropameisterschaften 1978 in Mailand wurde sie Siebte.
1980 siegte sie bei den Halleneuropameisterschaften in Sindelfingen und wurde Vierte bei den Olympischen Spielen in Moskau. Beim Weltcup 1981 in Rom wurde sie Dritte, bei den Europameisterschaften 1982 in Athen in Athen Fünfte.
Dreimal wurde sie polnische Meisterin im Freien (1979, 1981, 1984) und fünfmal in der Halle (1978–1981, 1985).

## Persönliche Bestleistungen
- Weitsprung: 6,96 m, 22. Juni 1984, Lublin
  - Halle: 6,74 m, 2. März 1980, Sindelfingen